# 22354 Sposetti
22354 Sposetti è un asteroide della fascia principale. Scoperto nel 1992, presenta un'orbita caratterizzata da un semiasse maggiore pari a 2,3285812 UA e da un'eccentricità di 0,0681704, inclinata di 7,59896° rispetto all'eclittica.
L'asteroide è dedicato all'astrofilo svizzero Stefano Sposetti, prolifico scopritore di asteroidi.